# EE-9 Cascavel
EE-9 Cascavel je oklopno borbeno vozilo s pogonom 6x6 razvijeno 1970-ih u brazilskoj tvrtki Engesa. Vozilo je sastavljeno te se koristi mnogim komercijalno dostupnim dijelovima. Također, dijeli i mnoge komponente s oklopnim transporterom EE-11 Urutu. Vozilo koristi američki 6 cilindarski motor Detroit Diesel 6V-53N.
Vozilo je opremljeno s kupolom Engesa na koju je ugrađen 90 mm belgijski top Cockerill MK 3 koji je proizveden pod licencom. Kao sekundarno oružje, oklopno vozilo koristi 7.62 mm protuavionski mitraljez.
Ime vozila Cascavel u portugalskom jeziku označava jednu vrstu zmije, ali je i ime za istoimeni brazilski grad.

## Varijante
- Cascavel I. - poznat pod imenom "Cascavel magro". Vozila su koristila stariji 37 mm top M3.
- Cascavel II. - poznat pod imenom "Cascavel Gordo". Proširena verzija na koju se mogla postaviti francuska H90 kupola s 90 mm DEFA D 921 topom. Izvozna verzija.
- Cascavel III. - opremljen s kupolom koju je proizvela sama tvornica. Na vozilo je ugrađen 90 mm belgijski top Cockerill MK 3 koji je licencno proizveden.
- Cascavel IV. - konačna varijanta s novim motorom i mjenjačem. Vozilo je opremljeno sa 7.62 mm protuavionski mitraljezom te ima optiku s noćno gledanje.

## Korisnici
- Alžir - posjeduje 50 primjeraka ovog oklopnog vozila
- Bolivija - posjeduje 24 primjeraka ovog oklopnog vozila
- Brazil - najveći korisnik ovog vozila, s 480 primjeraka
- Burkina Faso - nepoznata količina vozila
- Cipar - posjeduje 124 primjeraka ovog oklopnog vozila
- Demokratska Arabska Republika Sahrawi - korisnik 20 primjeraka ovog vozila
- Irak - posjeduje 35 primjeraka ovog oklopnog vozila
- Iran - posjeduje 189 primjeraka ovog oklopnog vozila
- Katar - posjeduje 30 primjeraka ovog oklopnog vozila
- Kolumbija - posjeduje 174 primjeraka ovog oklopnog vozila
- Libija - posjeduje 80 primjeraka ovog oklopnog vozila
- Maroko - nepoznata količina vozila
- Mjanmar - posjeduje 200 primjeraka ovog oklopnog vozila koje je Mijanmar nabavio preko Izraela
- Paragvaj - posjeduje 28 primjeraka ovog oklopnog vozila
- Surinam - posjeduje 45 primjeraka ovog oklopnog vozila
- Urugvaj - posjeduje 15 primjeraka ovog oklopnog vozila
- Venezuela - posjeduje 120 primjeraka ovog oklopnog vozila
- Zimbabve - posjeduje 90 primjeraka ovog oklopnog vozila

## Vanjske poveznice
- www.warwheels.net  Arhivirana inačica izvorne stranice od 23. kolovoza 2009. (Wayback Machine)
- Globalsecurity.org
- (fr.) Armyrecognition.com  Arhivirana inačica izvorne stranice od 17. veljače 2021. (Wayback Machine)